# Lenka Chytilová
Lenka Chytilová (* 11. května 1952 Hradec Králové) je česká básnířka, redaktorka a středoškolská učitelka literatury. Je členkou Obce spisovatelů a českého centra PEN klubu.

## Život
Vystudovala Gymnázium J. K. Tyla (v letech 1964–1970), poté v letech 1970–1975 Filozofickou fakultu UJEP v Brně (obory čeština a němčina). Od roku 1975 do roku 1989 působila jako redaktorka poezie v královéhradeckém nakladatelství Kruh, ale po podpisu petice Několik vět byla redaktorského místa zbavena. Krátce pracovala v Ústavu sociální péče v Bystrém u Poličky, v roce 1990 se ale opět vrátila do nakladatelství Kruh, kde pracovala do roku 1992. Poté se stala redaktorkou v nakladatelství Ivo Železný v Praze a později nakladatelství Pavel Mervart v Červeném Kostelci. Do roku 2011 učila na Gymnáziu J. K. Tyla v Hradci Králové. Je členkou Obce spisovatelů a českého centra PEN klubu.

## Dílo
Básně začala publikovat koncem 60. let v krajském deníku Pochodeň. Od 70. let své lyrické básně a literární recenze uveřejňovala v časopisech Krkonoše, Literární měsíčník, Mladý svět a v deníku Mladá fronta, později své verše publikovala především v Literárních novinách. Bývá řazena do tzv. generace osamělých běžců (V. Vránek, L. Brožek, B. Albrechtová, J. Salaquardová, J. Stehlíková a S. Zachová). Krom básnických knih je v její bibliografii i kniha fotografií Zdeňka Menece věnovaná jejímu rodnému městu Hradec Králové. K Menecovým fotografiím napsala texty

### Sbírky
- Dopisy (1977)
- Třetí planeta (1979)
- Proč racek přemýšlí (1984)
- Průsvitný Sisyfos (1988)
- Nebe nadoraz (1995)

### Ostatní
- Hradec Králové (1983)